# San Ignacio Río Muerto
San Ignacio Río Muerto é um município do estado de Sonora, no México.